# Sauroniops
Sauronips („Sauronova tvář“) byl rod velkého dravého dinosaura, který žil na území dnešní severní Afriky v období svrchní křídy (asi před 100 až 95 miliony let). Jeho fosilie byly objeveny v sedimentech geologického souvrství Kem Kem.

## Popis a charakteristika
Zkameněliny tohoto velkého karcharodontosaurida byly poprvé objeveny v Maroku v roce 2007. Jedná se o část lebeční kosti obřího teropoda, který zřejmě dosahoval velikostní kategorie proslulého tyranosaura (asi 12 metrů délky). Na hlavě měl výrazný hrbol, jehož účel není zatím známý. Mohl snad představovat rozeznávací znak nebo sloužil k vnitrodruhovým soubojům. Sauroniops nepochybně patřil k dominantním predátorům ve svých ekosystémech (ačkoliv je sdílel s dalšími obřími rody Carcharodontosaurus a Spinosaurus).
Někteří paleontologové se domnívají, že Sauroniops je pravděpodobně jen mládětem rodu Carcharodontosaurus, jiní ale takové zařazení popírají. Novější objevy dalšího fosilního materiálu pravděpodobně potvrzují, že se jednalo o samostatný taxon dalšího obřího karcharodontosaurida.

## Význam jména
Sauroniops pachytholus (v překladu "Sauroní oko s tlustou lebkou") byl vědecky popsán roku 2012. Jeho rodové jméno odkazuje k literární postavě "Pána temnoty" Saurona z knižní a filmové trilogie Pán prstenů. Důvodem pojmenování je fakt, že také dinosaurus měl dle zachovaných lebečních kostí velké očnice. Druhové jméno odkazuje k silným lebečním kostem a lebečním hrbolům.